# کرستاتس (لوچانی)
کرستاتس (به صربی: Krstac) یک منطقهٔ مسکونی در صربستان است که در لوچانی واقع شده‌است. کرستاتس ۶٫۵۷ کیلومتر مربع مساحت و ۵۲۲ نفر جمعیت دارد و ۳۵۰ متر بالاتر از سطح دریا واقع شده‌است.